# SNECMA M53

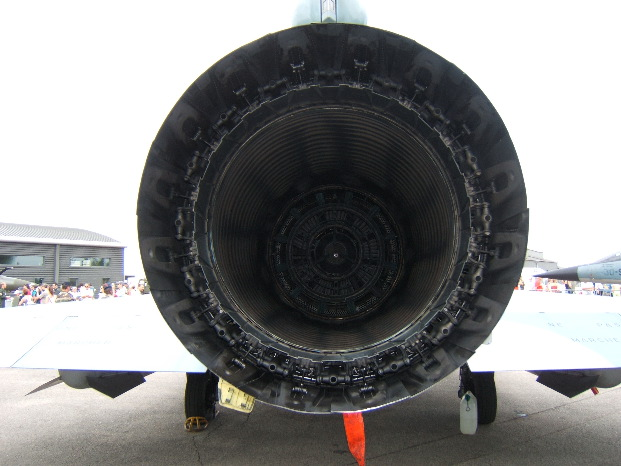
Motor M53 utilizado pelos Mirage 2000

O SNECMA M53 é um  motor turbofan com pós-combustão fabricado pela construtora francesa SNECMA e utilizado nos caças fraceses Mirage 2000.

## Desenvolvimento
Inicialmente denominado como Super Atar, o M53 foi desenvolvido no final da década de 60 com o objetivo de fornecer um motor mais avançado do que os  Atar que equipavam os caças da série Mirage.
Os objetivos propostos no projeto baseava-se na criação de um reator de fluxo duplo com construção modular, ser menos complexo e oneroso do que o reator SNECMA TF306, um derivado do Pratt & Whitney TF30. Através de tais objetivos definidos, os engenheiros desenvolveram um turbojato de estrutura simples: o que gerou um motor de simples manutenção, confiável e de pilotagem amigável para o piloto, não possuindo restrições operaionais durante o uso (considerado importante num ambiente de combate).
Originalmente o M53 passaria a equipar uma versão melhorada do caça  Mirage F1, que se encontrava naquele momento em concorrência com o caça americano F-16 Falcon num contrato para a OTAN. Também havia em utiliza=los para equipar os  Mirage G8 (aeronave de geometria variável), os  Mirage 2000 e Mirage 4000. No final, tais programas acabaram sendo todos abandonados e a única aeronave a ser equipada com o reator M53 acabou sendo o Mirage 2000.

## Variantes
- M53: Modelo referente aos 20 primeiros protótipos utilizados para testes durante o período de 1970 a 1974;
- M53-2: Foi a primeira versão de série deste reator. Foi utilizada nos Mirage F1-M53, Mirage 4000 e nos protótipos do caça Mirage 2000;
- M53-5: A principal mudança desta versão foi o aumento de velocidade do rotor. Foi utilizado nos Mirage 2000 durante os anos de 1980 a 1985;
- M53-P2: Inicialmente chamado de M53-7, este era uma versão mais potente e que foi desenvolvida a partir do ano de  1980, com o objetivo de equipar as versões mais pesadas dos caças Mirage 2000. Sua produção começou em 1984 com o objetivo inicial de equipar os Mirage 2000N;
- M53-P20: Versão idêntica ao modelo M53-P2, mas que gerava um impulso máximo de 98,06 kN com pós-combustão;
- M53-PX3: Versão melhorada que possuia um melhor aproveitamento de consumo de combustível com uma melhora no seu desempenho.

## Ver Também
- Turbofan
- Turbojato